# Queen of Me
Queen of Me é o sexto álbum de estúdio da cantora e compositora canadense Shania Twain. Foi lançado em 3 de fevereiro de 2023, pela Republic Records. É seu primeiro álbum desde Now (2017), e é o primeiro a não ser lançado com seu selo anterior de 29 anos, Mercury Nashville.

## Antecedentes
Depois de lançar o álbum de compilação Greatest Hits em 2004, Twain lançou o single "Shoes" para a trilha sonora da série de televisão Desperate Housewives. Mais tarde, experimentando o colapso de seu casamento, Twain se divorciou de seu marido de longa data e parceiro de composição, o produtor musical Robert John "Mutt" Lange, em 2008. Ela se casou novamente com Frédéric Thiébaud, marido de sua ex-melhor amiga, em 2011. No mesmo ano, ela lançou o single promocional "Today Is Your Day", que teve um impacto moderado nas paradas.
Twain passou por terapia vocal após ser diagnosticada com disfonia e doença de Lyme, o que a fez quase perder a voz para cantar; ela embarcou em uma turnê de shows e residência em Las Vegas antes de lançar Now em 2017. O álbum alcançou o primeiro lugar nos Estados Unidos, Canadá, Reino Unido e Austrália. Twain então embarcou na bem-sucedida Now Tour, bem como em sua segunda residência em Las Vegas, Let's Go!.
Twain lançou um documentário da Netflix, Not Just a Girl, que documentou sua carreira até o momento, além de documentar algumas das gravações de seu sexto álbum de estúdio. As faixas apresentadas no documentário incluem "Inhale/Exhale Air" e "Queen of Me".

## Promoção

### Singles
Twain lançou "Waking Up Dreaming", o primeiro single do álbum em 23 de setembro de 2022, após sua estreia na BBC Radio 2. Um videoclipe para a canção, dirigido por Isaac Rentz, foi lançado no mesmo dia.
"Last Day of Summer", co-escrito com Jack Savoretti, foi lançado como o primeiro single promocional do álbum em 28 de outubro de 2022, junto com um vídeo com a letra.
"Giddy Up!" foi lançado como segundo single em 5 de janeiro de 2023.

### Turnê
Twain promoverá o álbum na turnê Queen of Me, que está programada para começar em 28 de abril de 2023 em Spokane e terminar em 14 de novembro em Vancouver, abrangendo 76 datas no total.

## Alinhamento de faixas
| Queen of Me – Edição Padrão |                                        |                                                          |                        |         |  |
| N.º                         | Título                                 | Compositor(es)                                           | Produtor(es)           | Duração |  |
| 1.                          | "Giddy Up!"                            | Shania Twain Samuel Romans Jessica Agombar David Stewart | Stewart                | 2:42    |  |
| 2.                          | "Brand New"                            | Twain Wayne Hector Mark Crew Daniel Priddy               | Crew Priddy            | 2:33    |  |
| 3.                          | "Waking Up Dreaming"                   | Twain Agombar Stewart                                    | Stewart                | 3:18    |  |
| 4.                          | "Best Friend"                          | Twain Tom Mann Crew Priddy                               | Crew Priddy            | 2:39    |  |
| 5.                          | "Pretty Liar"                          | Twain Adam Messinger                                     | Messinger              | 2:39    |  |
| 6.                          | "Inhale/Exhale Air"                    | Mark Ralph                                               | Ralph                  | 3:18    |  |
| 7.                          | "Last Day of Summer"                   | Twain Jack Savoretti                                     | Ralph                  | 3:10    |  |
| 8.                          | "Queen of Me"                          | Twain Messinger                                          | Messinger              | 2:58    |  |
| 9.                          | "Got It Good"                          | Twain Georgia Barnes Ralph                               | Ralph                  | 2:53    |  |
| 10.                         | "Number One"                           | Twain Ralph                                              | Twain Ralph            | 3:21    |  |
| 11.                         | "Not Just a Girl"                      | Twain Hector Ralph                                       | Ralph                  | 3:12    |  |
| 12.                         | "The Hardest Stone" (com Tyler Joseph) | Twain Joseph                                             | Twain Paul Meany Ralph | 3:39    |  |
| Duração total:              | Duração total:                         | Duração total:                                           | Duração total:         | 36:20   |  |

| Queen of Me – Faixas bônus da edição Target e JPC |                 |                |              |         |  |
| N.º                                               | Título          | Compositor(es) | Produtor(es) | Duração |  |
| 13.                                               | "On Three"      |                |              |         |  |
| 14.                                               | "Done & Dusted" |                |              |         |  |

## Histórico de lançamentos
| Região | Data                   | Formato                                     | Gravadora | Ref.                               |
| ------ | ---------------------- | ------------------------------------------- | --------- | ---------------------------------- |
| Várias | 3 de fevereiro de 2023 | Cassete CD download digital streaming vinil | Republic  | [ 19 ] [ 17 ] [ 18 ] [ 16 ] [ 20 ] |